# Match contre la vie
Match contre la vie (en France) ou Sauve qui peut (au Québec) (Run for Your Life) est une série télévisée américaine en 86 épisodes de 50 minutes, créée par Roy Huggins et diffusée entre le 13 septembre 1965 et le 27 mars 1968 sur le réseau NBC.
Au Québec, la série a été diffusée à partir du 8 septembre 1966 à la Télévision de Radio-Canada, et en France à partir du 5 juillet 1969 sur la première chaîne de l'ORTF. 11 épisodes sont diffusés en 1969 jusqu'au 20 septembre 1969. À partir du 18 novembre 1972, la série est rediffusée sur la deuxième chaîne de l'ORTF pour dix épisodes (Le Dernier Safari sera le seul non rediffusé) et augmenté d'épisodes inédits. En plus du pilote, 33 épisodes ont été doublés en français. Après la diffusion de l'épisode Scandale le samedi 23 juin 1973, la série n'a jamais été rediffusée. Même aux Etats-Unis, elle semble tombée dans l'oubli n'ayant pas fait l'objet d'une édition en DVD.

## Synopsis
Paul Bryan (Ben Gazzara) apprend qu'il est atteint d'une maladie rare et incurable et qu'il lui reste environ 2 ans à vivre. Néanmoins, il garde espoir que la médecine découvre le remède…

## Accroche
Dans le générique, Paul Bryan sort de l'hôpital et, en marchant, se répète : « Deux ans, trois peut-être, c'est court quand la mort est au bout. Que faire pendant ces quelques mois ? Je n'ai pas de parents, pas de femme, pas d'enfants, alors ? Prendre la route. Partir loin, ailleurs ! »

## Distribution
- Ben Gazzara (VF : Jean-Claude Michel) : Paul Bryan

## Épisodes

### Pilote
1. Rapture at Two-Forty, diffusé le 14 avril 1965 dans Haute Tension (Kraft Suspense Theatre) et en France comme un épisode de la série Match contre la vie sous le titre Vivez dangereusement le 26 juillet 1969 sur la première chaîne ORTF en quatrième dans l'ordre de diffusion.

### Première saison (1965-1966)
1. Un château dans la montagne (The Cold, Cold War of Paul Bryan)
2. The Girl Next Door Is a Spy
3. Someone Who Makes Me Feel Beautiful
4. L'inconnue de la route (Never Pick Up a Stranger)
5. How to Sell Your Soul for Fun and Profit
6. Our Man in Limbo
7. Où commence le mystère (Where Mystery Begins)
8. Mort d'un chef de bande (The Savage Season)
9. Cette ville est à vendre (This Town for Sale)
10. Une longue poursuite (A Girl Named Sorrow)
11. The Voice of Gina Milan
12. The Time of the Sharks
13. Quatre vingt mille dollars (Make the Angels Weep)
14. Le guide (Journey into Yesterday)
15. Les vagabonds (Strangers at the Door)
16. Le carnaval finit à minuit (Carnival Ends at Midnight))
17. The Rediscovery of Charlotte Hyde
18. The Night of the Terror
19. Records du monde (Keep My Share of the World)
20. In Search of April
21. Hoodlums on Wheels
22. Who's Watching the Fleshpot?
23. Sequestro!: Part 1
24. Sequestro!: Part 2
25. Don't Count on Tomorrow
26. The Cruel Fountain
27. Le train de nuit pour Chicago (Night Train from Chicago)
28. Le Dernier Safari ( (The Last Safari))
29. Les bolides (The Savage Machines)
30. Nicole (The Sadness of a Happy Time)

### Deuxième saison (1966-1967)
1. Amnésie (The Day Time Stopped)
2. I Am the Late Diana
3. The Borders of Barbarism
4. The Committee for the 25th
5. The Dark Beyond the Door
6. The Sex Object
7. Edge of the Volcano
8. The Grotenberg Mask
9. Le Gros lot (The Treasure Seekers)
10. The Man Who Had No Enemies
11. Le Pari (A Game of Violence)
12. La Fugitive (Hang Down Your Head and Laugh)
13. Tears from a Glass Eye
14. Time and a Half on Christmas Eve
15. The Shock of Recognition
16. Flight from Tirana: Part 1
17. A Rage for Justice: Part 2
18. L'Image brouillée (The List of Alice McKenna)
19. La Seconde chance (The Face of the Antagonist)
20. Baby, the World's on Fire
21. Rendez-vous in Tokyo
22. The Calculus of Chaos
23. L'Assassin ( (The Assassin))
24. Contrebande de bijoux (The Carpella Collection)
25. Une petite injustice (A Very Small Injustice)
26. À l'est de l'Équateur ( (East of the Equator))
27. A Choice of Evils
28. Tell It to the Dead
29. Better World Next Time
30. Adieu Nicole (The Word Would Be Goodbye)

### Troisième saison (1967-1968)
1. Who's Che Guevara?
2. La Princesse (The Inhuman Predicament)
3. Three Passengers for the Lusitania
4. The Frozen Image
5. Valérie (Trip to the Far Side)
6. Accident de la route (The Company of Scoundrels)
7. Le Crime d'Alex (At the End of the Rainbow There's Another Rainbow)
8. Scandale (Down with Willy Hatch)
9. The Naked Half-Truth
10. Tell It Like It Is
11. Cry Hard, Cry Fast: Part 1
12. Cry Hard, Cry Fast: Part 2
13. The Mustafa Embrace
14. It Could Only Happen in Rome
15. Fly by Night
16. A Dangerous Proposal
17. Les Tyrans (One Bad Turn)
18. Lucrèce (The Rape of Lucrece)
19. The Killing Scene
20. Saro-Jane, You Never Whispered Again
21. Strategy of Terror
22. The Dead on Furlough
23. Beware My Love
24. Carol
25. Life Among the Meat-Eaters
26. The Exchange